# Thalassophis anomalus
Thalassophis anomalus (Морська змія аномальна) — вид морських змій. Вид поширений у Південно-Китайському морі (Малайзія, Сіамська затока) і Індійському океані (Суматра, Ява, Борнео). Ця змія є смертельно отруйним видом.